# Keim Peak
Keim Peak är en bergstopp i Antarktis. Den ligger i Östantarktis. Australien gör anspråk på området. Toppen på Keim Peak är 2 045 meter över havet, eller 487 meter över den omgivande terrängen. Bredden vid basen är 3,8 km.
Terrängen runt Keim Peak är varierad. Trakten är obefolkad. Det finns inga samhällen i närheten. 